# Höhere Tourismusschule St. Pölten
Die Höhere Tourismusschule St. Pölten (HTS) ist eine Berufsbildende Höhere Schule in St. Pölten in Niederösterreich. Sie ist im Wifi St. Pölten untergebracht und eine Privatschule der Wirtschaftskammer Niederösterreich.

## Geschichte
Im Schuljahr 1971/72 wurde die „Zweijährige Fachschule für den Fremdenverkehr“ mit der Wirtschaftskammer als Erhalter als Privatschule gegründet. In den ersten Jahren wurden vier Klassen geführt, zwei im ersten und zwei im zweiten Jahrgang. Das Ziel der Wirtschaftskammer war es, den niederösterreichischen Betrieben zu helfen, möglichst gut ausgebildete Fachkräfte für die Gastronomie zu rekrutieren.
Im Jahr 1987 wurde die Schule zur dreijährigen Gastgewerbeschule ausgebaut und 1996 begann der erste Jahrgang der fünfjährigen Höheren Lehranstalt für Tourismus, welche man mit der Reife- und Diplomprüfung abschließen konnte. Die erste Matura fand im Jahr 2001 statt.
Seit 2011 wird die Schule mit 10 Klassen geführt beziehungsweise mit zwei Klassen pro Jahrgang. Seit dem Jahr 2018 gibt es zwei Schwerpunkte: Digitales Marketing sowie Food Design und Entertainment. Im Jahr 2021 erfolgte die Umbenennung von TMS in HTS.
Als Privatschule der Wirtschaftskammer gibt es an der HTS mit 25 Schülern eine limitierte Anzahl an Teilnehmern pro Klasse.

## Ausbildung

### Schwerpunkte
In der fünfjährigen Schulform gibt es die beiden Ausbildungsschwerpunkten „Food Design & Entertainment“ und „Digitales Marketing“. Diese erstrecken sich über die gesamten fünf Schuljahre. Im digitalen Marketing stehen der Aufbau von digitalen Werbe- und Kommunikationskonzepten sowie die Entwicklung von digitalen Produkten im Mittelpunkt. Food Design beschäftigt sich mit Sensorik und der Verkostung diverser Produkte und Speisen, deren Gestaltung und Zubereitungstechniken sowie mit nachhaltiger Nahrungsmittelproduktion und verschiedenen Ernährungstrends. Die Tourismusschule arbeitet hier sehr eng mit international anerkannten Professoren der New Design University zusammen.

### Abschlüsse
Mit Absolvierung der Fünfjährigen gibt es nicht nur die Reife- und Diplomprüfung, sondern auch die Unternehmerprüfung und noch fünf Gleichhaltungen mit folgenden Lehrabschlüssen:
- Koch
- Restaurantfachmann
- Bürokaufmann mit Anrechnung der kompletten Lehrzeit
- Hotel- und Gastgewerbeassistent
- Reisebüroassistent

### Zusatzqualifikationen
- Jungsommelier
- Jungbarkeeper
- Käsekenner
- Kaffee-Experte
- Catering-Experte
- Flairtending
- ECDL (European Computer Driving Licence)
- Cambridge-Zertifikat
- Vegan-vegetarische Fachkraft

### Kooperationspartner
- Bärnstein
- Styx Schokoladenmanufaktur
- Hueber. Der Wirt in Bründl
- Barcardi
- Fuxsteiner Dirndlmanufaktur
- Egger Privatbrauerei
- Hoflieferenten
- DK Kommunikation
- Pago
- Patisserie Naderer
- Gasthaus Nährer
- Gasthaus zur Palme
- See Restaurant Saag
- Sparkasse NÖ Mitte West
- Zwettler Privatbrauerei
- Stoelner
- Mostbarone
- Berghaus Foppa
- Capol’s
- Gut Streitdorf

## Direktoren
- 1971–1978: Friedrich Spiehs
- 1979–2005: Klaus Breitenseher
- 2005–2011: Franz-Josef Kurzbauer
- 2011–2019: Sissy Nitsche-Altendorfer

Seit 2019: Michael Hörhan

## Bekannte Absolventen
- Christina Gruber (Amelie van Tass) (* 1987), Zauberkünstlerin und Mentalistin
- Toni Mörwald (* 1967), Koch, Unternehmer und Kochbuchautor
- Heinz Hanner (* 1963), Koch und Kochbuchautor, „Koch des Jahres 1997“ in Gault&Millau
- Gabriela Bensch (* 1995), Schauspielerin und Kabarettistin
- Hubert Wallner (* 1976), Koch, „Koch des Jahres 2020“ in Gault&Millau

## Werke
- Haiderer, Armin: So schmeckt Schule. 50 Jahre Tourismusschule St. Pölten. Kral Verlag, Berndorf 2022, ISBN 978-3-99103-120-8